# Marché-Allouarde
Marché-Allouarde är en kommun i departementet Somme i regionen Hauts-de-France i norra Frankrike. Kommunen ligger i kantonen Roye som tillhör arrondissementet Montdidier. År 2022 hade Marché-Allouarde 50 invånare.

## Befolkningsutveckling
Antalet invånare i kommunen Marché-Allouarde
| Referens: INSEE |